# Aristobulus IV
Aristobulus IV, död 7 f.Kr., var en herodiansk prins, son till Herodes den store och Mariamne I. 
Han avrättades tillsammans med sin bror Alexander, Herodes son anklagad för att ha konspirerat mot sin far.